# Victor Ciobanu
Victor Ciobanu (Vărvăreuca, Florești rajon, 1992. október 7. –) moldovai birkózó, olimpikon.

## Sportpályafutása
2012-ben, a zágrábi junior birkózó-Európa-bajnokságon harmadik lett, majd még ebben az éveben, a thaiföldi Pattajában rendezett junior vb-ről ezüstéremmel térhetett haza. A 2013. évi nyári universiadén, az 55 kg-osok mezőnyében második helyezettként végzett, míg a 2014-es birkózó-Európa-bajnokságon ezüstérmet szerzett az 59 kg-os súlycsoportban. 2015-ben, az U23-as birkózó Európa-bajnokságon arany-, a 2016-os egyetemi birkózó-Világbajnokságon bronzérmesként végzett.
A 2018-as birkózó-világbajnokságon – kötöttfogás 60 kg-os súlycsoportjában – bejutott a döntőbe, melyet ezüstéremmel zárt, majd a következő év áprilisában, a 2019-es bukaresti Európa-bajnokságon aranyérmes lett. Minszkben, a 2019. évi Európa játékokon a harmadik helyezést szerezte meg.
A 2020-ra tervezett, de a világjárvány miatt 2021-ben rendezett tokiói olimpián, 28 évesen, a férfiak 60 kg-os súlycsoportjában – a dobogóért vívott küzdelemben alulmaradt az orosz Szergej Jemelinnel szemben és – az 5. helyen végzett pályafutása első olimpiáján. 2021 októberében, az oslói világbajnokságon már a dobogó legfelső fokára állhatott fel.